# زبان ماتوری
زبان ماتوری یکی از زبان‌های اورالی و از گروه زبان‌های سموئیدی بود که هم‌اکنون از میان رفته‌است. متکلمین این زبان که به زبان سلکوپی نزدیک بوده در کشور روسیه و در مجاورت مرزهای شمالی کشور مغولستان بسر می‌برده‌اند. زبان ماتوری که گویش‌های متعددی در منابع برای آن ثبت شده در حدود سال ۱۸۴۰ میلادی از میان رفته است.